# Đam mỹ
Đam mỹ (tiếng Trung: 耽美; bính âm: Dānměi) là một thể loại tiểu thuyết xuất phát từ Trung Quốc. Thuật ngữ "Đam mỹ" (耽美 たんび, tanbi) xuất phát từ Nhật Bản, ban đầu đề cập đến chủ nghĩa thẩm mỹ. Từ thập niên 2000, nó được sử dụng để chỉ những bộ tiểu thuyết nói về tình yêu đồng tính nam ở Trung Quốc.

## Lịch sử
Đam mỹ (tiếng Nhật: たんび, tanbi), tên đầy đủ là "Tanbishugi" (耽美主義, "đam mỹ chủ nghĩa"), một phái văn học sớm xuất hiện từ những năm 1909 – 1913 của thế kỉ XX cùng với sự xuất hiện của cơ quan ngôn luận là nguyệt san tạp chí Subaru ("Sao Mão"), trong giai đoạn nền văn học hiện đại Nhật Bản hưng thịnh với sự nở rộ của nhiều trường phái, khuynh hướng chống chủ nghĩa tự nhiên. Trường phái này "vị nghệ thuật, đề cao thẩm mỹ và nhục cảm theo phong cách chủ nghĩa tượng trưng và chủ nghĩa duy mỹ phương Tây", được xem là một phân hệ của chủ nghĩa lãng mạn và thường được định danh là khuynh hướng tân lãng mạn Nhật Bản hay trường phái duy mỹ. Một lượng lớn tiểu thuyết thời kỳ này chịu ảnh hưởng, nhưng đến sau năm 1960, từ "đam mỹ" dần dần thoát ly ý nghĩa ban đầu, biến thành đại từ xưng hô thống nhất cho một lớp tiểu thuyết.
Manga du nhập vào Trung Quốc đại lục sớm nhất là khoảng giữa những năm 1990; truyện tranh Nhật Bản khi ấy tràn ngập thị trường Trung Quốc, một vài trong số đó, như Keguiyinuo và Tokyo Babylon có nội dung đồng tính nhắm vào phụ nữ trẻ. Những tiểu thuyết đam mỹ đầu tiên được phổ biến ở các vùng duyên hải phía Nam. Nhờ sự phổ biến của Internet, fan nữ đã lập các trang web về đam mỹ để chia sẻ truyện tranh cũng như các bộ truyện. Nhiều fan nữ đọc các tác phẩm đam mỹ sau đó đã trở thành tác giả viết truyện cho các nhà xuất bản chuyên biệt.
Hầu hết fan của truyện đam mỹ đều dị tính, họ không quan tâm nhiều đến cộng đồng LGBT trong cuộc sống thực. Một vài fan đam mỹ hầu như không biết mỗi chữ cái trong "LGBT" có nghĩa là gì. Một số ít những fan đam mỹ ủng hộ các quyền của gay nhưng lại nói là họ không có hứng thú tham gia vào các sự kiện diễu hành.

## Đặc điểm thể loại
Nhân vật chính trong đam mỹ là nam, trong một vài trường hợp hiếm hoi câu chuyện sẽ được kể dưới góc nhìn của nhân vật nữ. Nhân vật trong đam mỹ được chia ra là công và thụ.
Thường thì đa số các độc giả nữ thích đọc tiểu thuyết dưới góc nhìn của nhân vật thụ hơn, khi đó tiểu thuyết đó sẽ được gọi là "chủ thụ", trong trường hợp câu chuyện được kể dưới góc nhìn của nhân vật công nó sẽ được gọi là truyện "chủ công". Thông thường, công sẽ mang nhiều nét nam tính hơn thụ và thường là người chủ động trong mối quan hệ.
Các nhân vật trong đam mỹ luôn đẹp trai, nồng nhiệt và táo bạo. Các câu chuyện thường có cốt truyện hay và khung cảnh đẹp kỳ lạ, phi thực tế. Dòng truyện này được những độc giả trẻ ưa thích vì nó làm thoả mãn tâm lý muốn trải qua những cuộc phiêu lưu kỳ lạ mà các bậc phụ huynh của họ không hiểu được.

## Kiểm duyệt
Ở Trung Quốc, để tuân thủ các chính sách kiểm duyệt, các bản chuyển thể kinh phí cao thường thay thế câu chuyện lãng mạn đồng giới rõ ràng bằng một tình bạn cùng giới sâu đậm, có thể là để tạo ra sự mơ hồ có chủ ý. Các tác phẩm chuyển thể có các mối quan hệ không lãng mạn như vậy đôi khi được gọi là dangai. Năm 2015, cùng với dòng truyện ngôn tình, đam mỹ đã bị kiểm duyệt ở Việt Nam. Cục Xuất bản – In và Phát hành thuộc Bộ Thông tin – Truyền thông yêu cầu các nhà xuất bản không đăng ký xuất bản các đề tài truyện ngôn tình, đam mỹ do nội dung được cho là "sáo mòn, vô bổ, thậm chí thô tục, phản cảm".

## Tại Việt Nam
Năm 2012, từ nền tảng phát hành tiểu thuyết ngôn tình trước đó, Tình yêu của đau dạ dày của tác giả Điệp Chi Linh là cuốn tiểu thuyết đam mỹ đầu tiên chính thức được xuất bản tại Việt Nam và được xem là hiện tượng xuất bản "đột xuất" năm 2012. Tác giả Quách Hiền của Văn nghệ Quân đội gọi đam mỹ là một hiện tượng văn học đại chúng. Phim Thưa mẹ con đi của tác giả Nhi Bùi, được đạo diễn Trịnh Đình Lê Minh đã được công chiếu ở Việt Nam và chiếu thương mại ở Đài Loan từ ngày 14 tháng 3 năm 2019.

### Đánh giá
Theo tác giả Mai Anh của báo An ninh thủ đô, việc say mê đam mỹ tạo nhiều "hệ lụy" khi nhiều bạn trẻ trở nên sống khép mình, tiêu cực, nhiều cô gái tôn thờ chủ nghĩa độc thân. Theo ông Bùi Việt Thắng – giảng viên khoa Văn học và Ngôn ngữ – Đại học Quốc gia Hà Nội, dù chưa kết luận được đây là một dòng văn học "nguy hại", ông cho là đam mỹ có ảnh hưởng không tốt đến thị hiếu của độc giả và xa hơn có thể gây ra những biểu hiện lệch lạc về tâm lý.